# Litteraturanalyse
Litteraturanalysen beskæftiger sig med litterære teksters opbygning, æstetiske virkemidler og funktion, litteraturens hovedgenrer og disses undergenrer samt tekstanalytisk metode og teori.
| Sprog og litteratur | Spire Denne artikel om litteratur er en spire som bør udbygges. Du er velkommen til at hjælpe Wikipedia ved at udvide den. |